# Брокколи, Барбара
Барбара Дана Брокколи (англ. Barbara Dana Broccoli, род. 18 июня 1960) — американский Шаблон:Киинопродюсер, наиболее известна своей работой над серией фильмов о Джеймсе Бонде.

## Биография
Брокколи — дочь продюсера Джеймса Бонда Альберта Брокколи и актрисы Даны Уилсон Брокколи. В 1995 году Альберт Брокколи передал контроль EON Productions, производственной компании, ответственной за ряд фильмов о Бонде, Барбаре и её единоутробному брату Майклу. По состоянию на 2015 год они продолжали управлять компанией.
В 1991 году Брокколи вышла замуж за актёра Фредерика Дзолло и у них есть совместный ребёнок, позже пара развелась.
Член ордена Британской империи (OBE с 2008 года, CBE с 2022 года). 
В 2014 она была отобрана, как член международного жюри для 64-го Берлинского международного кинофестиваля.
В 2024 году стала лауреатом премии имени Ирвинга Тальберга от американской киноакадемии.

## Фильмография

### Помощник режиссёра
- Осьминожка (1983)
- Вид на убийство (1985)

### Ассоциированный продюсер
- Искры из глаз (1987)
- Лицензия на убийство (1989)

### Продюсер
- Золотой глаз (1995)
- Завтра не умрёт никогда (1997)
- И целого мира мало (1999)
- Умри, но не сейчас (2002)
- Казино «Рояль» (2006)
- Квант милосердия (2008)
- 007: Координаты «Скайфолл» (2012)
- 007: Спектр (2015)
- Кинозвёзды не умирают в Ливерпуле (2017)
- Нэнси (2018)
- Ритм-секция[англ.] (2020)
- Не время умирать (2021)
- Тилл (2022)